# La Réole
La Réole je francouzská obec v departementu Gironde v regionu Akvitánie. V roce 2009 zde žilo 4 278 obyvatel. Je centrem kantonu La Réole.